# Akkreditierte Labore in der Medizin
Akkreditierte Labore in der Medizin e. V. (kurz ALM e. V.) ist der Berufsverband in Deutschland anerkannter (akkreditierter) medizinischer Labore. Er hat seinen Sitz in Berlin und ist Mitglied im Spitzenverband Fachärzte Deutschlands.
Der Verband vertritt derzeit über 200 medizinische Labore mit 900 Fachärzten, rund 500 Naturwissenschaftlern und etwa 25.000 qualifizierten Mitarbeitern. Der Zweck des Vereins ist die Förderung und Sicherstellung einer qualitativ hochwertigen labormedizinischen Patientenversorgung in Deutschland.
Die Mitglieder des Verbandes sichern eine flächendeckende Patientenversorgung, auch in strukturschwachen Gebieten. Die Mitgliedslabore sind nach der höchsten Qualitätsnorm für medizinische Laboratorien (DIN ISO EN 15189) akkreditiert und erfüllen uneingeschränkt die Richtlinie der Bundesärztekammer zur Qualitätssicherung labormedizinischer Untersuchungen (Rili-BÄK). Die Aus- und Weiterbildung des ärztlichen und technischen Personals ist ein wesentlicher Aspekt ihrer täglichen Arbeit, um langfristig die zuverlässige Versorgung von Millionen von Patienten sicherstellen zu können. Der Verein strebt eine kollegiale Zusammenarbeit mit der gemeinsamen Selbstverwaltung, den medizinischen Fachgesellschaften, Berufsverbänden und Vereinen an, um gemeinschaftlich die Zukunft der Labore in der medizinischen Diagnostik in Deutschland zu gestalten.
Erster Vorsitzender des ALM e. V. ist seit Mai 2016 Michael Müller, Geschäftsführer von Labor 28 in Berlin. Stellvertretender Vorsitzender ist Jan Kramer, Leiter des LADR Laborverbunds.